# Automobiles Micron

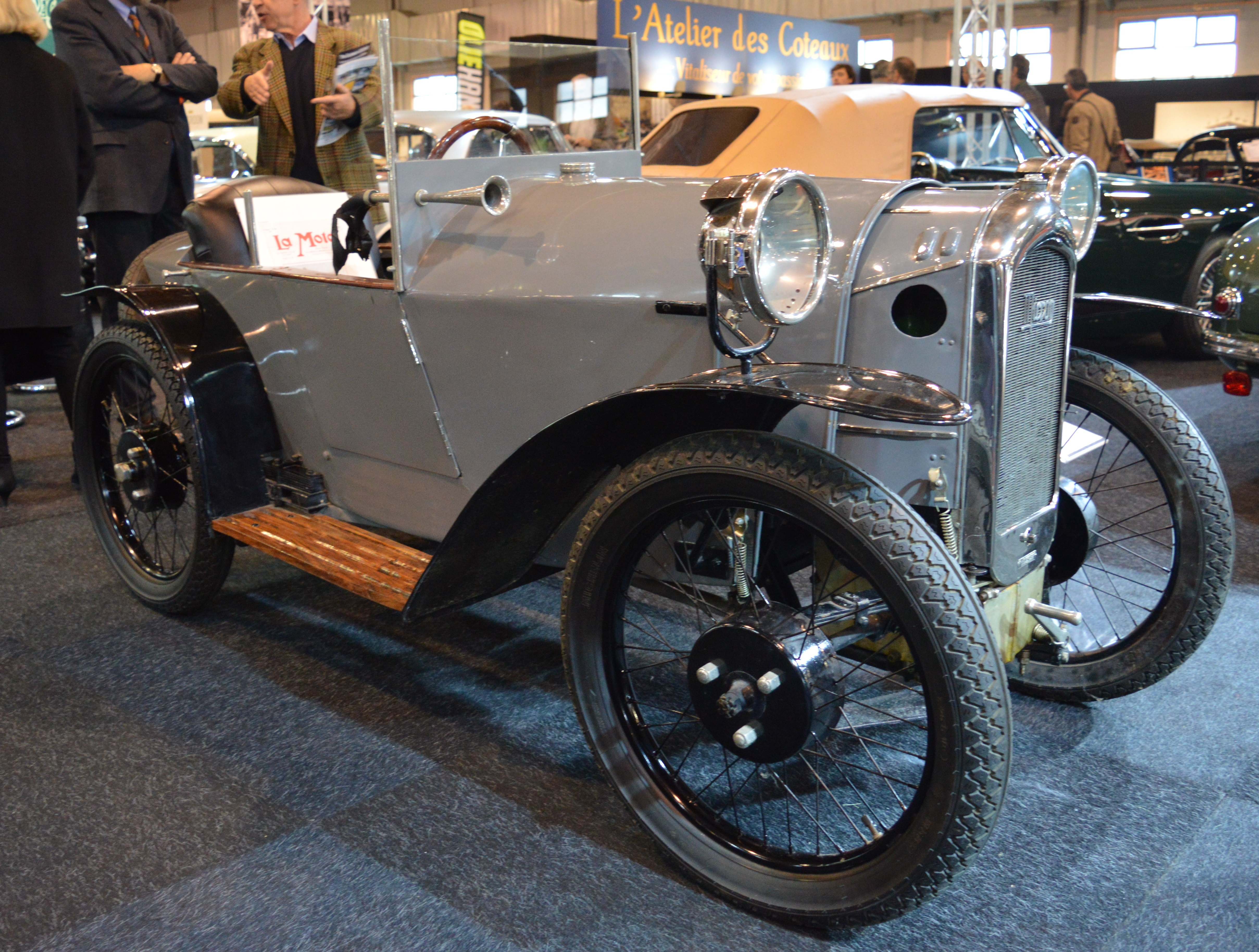
Dieser Micron existiert noch

Automobiles Micron war ein französischer Hersteller von Automobilen.

## Unternehmensgeschichte
Das Unternehmen aus Castanet-Tolosan begann 1925 mit der Produktion von Automobilen. Der Markenname lautete Micron. Konstrukteur war Henri Jany. 1930 endete die Produktion.

## Fahrzeuge
Bei den Fahrzeugen handelte es sich um Cyclecars. Zum Einsatz kamen wassergekühlte Einzylinder-Zweitaktmotoren mit wahlweise 350 cm³ oder 500 cm³ Hubraum. Die Fahrzeuge hatten Frontantrieb und gewöhnlich nur einen Sitz. Die Fahrzeuge wurden auch bei Autorennen eingesetzt.